# طواف تركيا 2010
طواف تركيا 2010 هو سباق دراجات هوائية أقيم بتاريخ 11–18 أبريل، تكون السباق من 8 مراحل وامتدّ لمسافة 1256.8 كم بسرعة 38.43 كم/س، استغرق السباق 32 ساعة 42 دقيقة 28 ثانية.